# Sciaphila micranthera
Sciaphila micranthera là một loài thực vật có hoa trong họ Triuridaceae. Loài này được Giesen miêu tả khoa học đầu tiên năm 1938.